# Der Wolkenstein
Der Wolkenstein ist ein 1989 erschienenes Hörspiel von Reinhard Lakomy. Es wurde in der DDR vom VEB Deutsche Schallplatten Berlin produziert. Produzenten waren Reinhard Lakomy und seine Frau Monika Ehrhardt.
Es geht um einen kleinen Hasen, der einmal ein Held sein möchte.

## Titelliste
1. Häschen mit dem Zitterbart
2. Einmal ein Held sein
3. O jeh, o jeh
4. Der Fänger geht um
5. Nun bin ich krank
6. König Adler singe
7. Schnell schnell
8. Kirchererbsen
9. Schnaps schmeckt allen Räubern gut
10. Tropfenmännleins Träume
11. Versunkene Schätze
12. Nasenklatsch im Nasenwald
13. Ein Schnupfen wie noch nie
14. Kling, Klang, Kling
15. Weiße Taube bei Nacht
16. Die Windhexe
17. Das Beste sind die Gäste
18. Die Nebelfrau
19. Was piekt mich so
20. Von oben ist alles so klein
21. Die Erde soll ein Garten sein